# Jacob Wallenberg (Schriftsteller)
Jacob Wallenberg (* 5. März 1746 in Viby (Östergötland); † 25. August 1778 in Mönsterås) war ein schwedischer Geistlicher und Schriftsteller.

## Leben
Jacob Wallenberg studierte 1763/64 an der  Universität Uppsala Theologie, unternahm 1769 eine Tour durch Dänemark, Deutschland, die Niederlande, Frankreich und England, arbeitete daraufhin als Schiffspfarrer und reiste während der Ausübung dieses Berufs dreimal nach Asien. Schließlich ließ er sich 1777 als Pfarrer in Mönsterås nieder, starb dort aber bereits ein Jahr später im Alter von nur 32 Jahren.
Bekanntheit als Schriftsteller erlangte Wallenberg durch seine humorvollen, noch heutzutage gelesenen Reiseberichte, die auch aufgrund ihrer lebhaften Frische und teilweise realistischen Derbheit hervorstechen. Der fantasievolle Autor erweist sich dabei als sehr guter Erzähler seiner spannenden Erlebnisse und verbindet diesseitige Lebenslust mit naiver Frömmigkeit. Sein Drama Susanna (1778) wurde nach seinem frühen Tod ein bedeutender Erfolg. Eine Ausgabe seiner Werke besorgte Nils Afzelius unter dem Titel Jacob Wallenberg. Samlade skrifter (2 Bde., Stockholm 1928–1941).

## Werke
- Susanna, Drama 1778; deutsch 1783
- Sandfärdig resebeskrifning, 1781
- Min son på galejan, Reisebericht, 1781; deutsch unter dem Titel Das Muttersöhnchen auf der Galeere, 1782